# Dolní Povelice
Dolní Povelice (německy Nieder Paulowitz) je malá vesnice, část obce Bohušov v okrese Bruntál. Nachází se asi 3 km na jihozápad od Bohušova.
Dolní Povelice je také název katastrálního území o rozloze 5,61 km2.

## Poloha
Dolní Povelice se nacházejí mezi Bohušovem (na severovýchod), Dívčím Hradem (severozápad) a Slezskými Rudolticemi (na jihu). Část severní hranice tvoří řeka Osoblaha. Obcí protéká Povelický potok pravý přítok Osoblahy a na severovýchodě hraniční Liptaňský potok. V západní části je kopec Červený vrch (307 m n. m.). V obci byly za vlády Hodiců zakládány rybníky. Pozůstatky hrází jsou patrné na jihu vesnice pod Olivetskou horou.

## Historie
První písemná zmínka o obci pochází z roku 1267 v závěti biskupa Bruna ze Schaumburgu. V 16. století až do dvacátých let 17. století (do 1623) byli vlastníci páni Sedlničtí z Choltic, kteří zde postavili renesanční zámek. Od roku 1720 Dolní Povelice vlastnili Hodičtí z Hodic, jejich sídlo bylo v Slezských Rudolticích. Nevyužívaný renezanční zámek chátral a byl v roce 1965 demolován. V roce 1779 na Povelickém potoku vznikla osada Grundek.

## Vývoj počtu obyvatel
Počet obyvatel Dolních Povelic (včetně Grundeku) podle sčítání nebo jiných úředních záznamů:
| Rok            | 1869 | 1880 | 1890 | 1900 | 1910 | 1921 | 1930 | 1939 | 1950 | 1961 | 1970 | 1980 | 1991 | 2001 |
| -------------- | ---- | ---- | ---- | ---- | ---- | ---- | ---- | ---- | ---- | ---- | ---- | ---- | ---- | ---- |
| Počet obyvatel | 480  | 500  | 495  | 447  | 397  | 399  | 332  | 308  | 114  | 118  | 147  | 125  | 126  | 127  |

V Dolních Povelicích je evidováno 45 adres, vesměs čísla popisná (trvalé objekty). Při sčítání lidu roku 2001 zde bylo napočteno 37 domů, z toho 30 trvale obydlených.

## Pamětihodnosti
- dvě výklenkové kapličky se nacházejí na silnici 45722 vedoucí z Horních Povelic do Bohušova. Pocházejí z konce 19. století a v roce 2010 by prohlášeny kulturní památkou ČR.[9]

Dolními Povelicemi vede cyklotrasa č. 6116 Město Albrechtice – Osoblaha hraniční přechod.

## Galerie

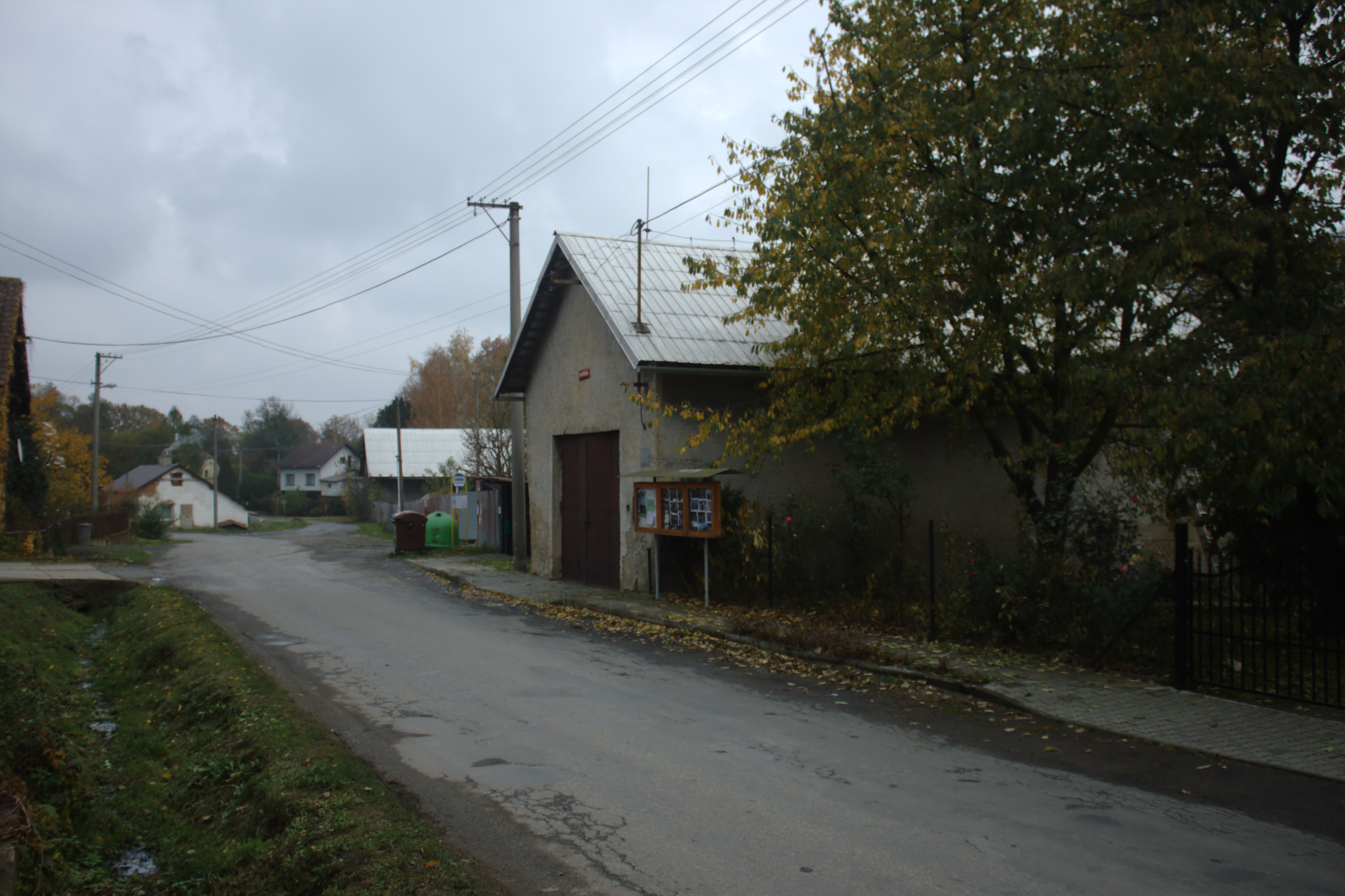
Hasičská zbrojnice